# Брама світів
«Брама світів» (англ. The Gate of Worlds) — роман про альтернативну історію американського письменника Роберта Сілверберга. Вперше вона була опублікована Holt, Rinehart & Winston у Сполучених Штатах у 1967 році. Перше британське видання у твердій обкладинці було опубліковано Gollancz у 1978 році.

## Короткий зміст сюжету
У цьому альтернативному світі Чорна Смерть убила три чверті європейського населення (а не нашу фактичну одну чверть), затримавши прогрес і, зрештою, промислову революцію. Більшу частину Центральної Європи завоювала Османська імперія, яка окупувала її до ХХ століття, не залишивши її в такому стані для колонізації більшої частини неєвропейського світу, як у наш час. Константинополь був завойований у 1420 році, османи рушили до Відня у 1440 році та захопили Париж у 1460 році, перш ніж вторгнутися на Британські острови у 1490 році.
Більша вірулентність Чорної смерті в Європі дозволила з'явитися неєвропейським державам. Серед них були ацтеки та інки в Середніх Гесперидах і Нижніх Гесперидах, враховуючи, що європейці «відкрили» Геспериди лише в 1585 році під час ненавмисної португальської експедиції. В Азії зараз головними державами є Росія, Індія та Японія. Навпаки, Туреччина пережила період нестабільності, який коштував їй контролю над Англією, звідки її було вигнано на початку ХХ століття через керівництво новою королівською династією, яку заснував «Яків Відважний».
Вочевидь, предки Вільяма Шекспіра пережили епідемію, хоча Шекспір писав свої історії, трагедії та комедії турецькою мовою, дія яких відбувається в середовищі Османської імперії нових мусульманських панів Англії.
Оповідач і головний герой — вісімнадцятирічний Ден Бошам, який у 1967 році вирушає з бідної Англії, щоб шукати щастя в імперії ацтеків. У дорозі його супроводжує ацтекський філософ Квекекс.

## Продовження
У 1991 році Сілверберг відредагував тематичне продовження «Брами світів» під назвою «Поза брамою світів», що складається з трьох оповідань, дія яких відбувається в одному вигаданому всесвіті й далі досліджує незахідний багатополярний світ і його міжнародні відносини. Сам Сілверберг написав головну казку «Час лева в Тімбукту», а Джон Браннер і Челсі Квінн Ярбро також написали історії.

## Подібні роботи
Тематично, а також враховуючи те, що це також відбувається в розбіжних часових рамках, які виникли в контексті більш жорстокої Чорної смерті XIV століття, ніж наша, роман (2002) Кіма Стенлі Робінсона «Роки рису та солі» використовує подібний літературний прийом, щоб розглянути вплив на світову історію менш домінуючої Європи. Однак, згідно з аналогічною хронологією Робінсона після пандемії, Європа так і не оговталася від знищення під час епідемії, а Індійська імперія Великих Моголів зберігає своє панування, як і імперії Китаю, Персії та Османів, конфедерації ірокезів Північної Америки, імперії ацтеків та інків та інші мешканці цього багатополярного світу.
Подібно до альтернативної історії Сілверберга, мусульманська цивілізація занепадає протягом ХІХ-ХХ століть, що призвело до тріумфів Китаю та Індії під час глобальної війни ХХ століття, що тривала десятиліття. На відміну від світу Сілверберга, технологічний прогрес можна порівняти з нашою часовою шкалою завдяки цій тривалій багатополярній глобальній війні. На початку ХХІ століття світ Робінзона має літаки, інформаційні технології та потенційний доступ до ядерної зброї.
Л. Ніл Сміт у «Кришталевій імперії» також уявив світ, де Європа, яка втратила більшу частину свого населення через чуму, не зможе протистояти мусульманській колонізації в наступні століття. В уяві Сміта Монгольська імперія також стає жертвою, дозволяючи Імперії Великих Моголів піднятися швидше й далі на її місці. Дія роману відбувається переважно в Північній Америці, де нащадок європейських біженців, які втекли від чуми, перетинає континент, щоб знайти титульну цивілізацію, засновану китайськими біженцями на Західному узбережжі.
Ще один роман, що використовує подібну тему, — «У вищих сферах» Гаррі Тертлдава. У цій часовій шкалі вплив Чорної смерті знаходиться десь посередині між тими, які уявляли Сілверберг і Робінсон. У цьому зображенні християнська Європа ослаблена чумою, що дало змогу мусульманам завоювати Іспанію, Італію та Південну Францію, але потім вони були заблоковані опором решти християнських держав, підбадьорених новою войовничою формою християнства, зосередженою на Анрі, «Другому Сину Божому». Як і в книзі Сілверберга, Англія в цій часовій шкалі є глухим куточком, який ніколи не був великим, і не було хвилі європейської експансії та колонізації за кордоном. Однак до ХХ століття і християни, і мусульмани досягли Америки і зайняті її колонізацією, конфліктуючи як з її місцевими жителями, так і один з одним.